# NGC 1162
NGC 1162 je galaksija u zviježđu Eridan.

## Vanjske poveznice
- SEDS: NGC 1162